# Libkov (Pardubice)
Libkov è un comune della Repubblica Ceca facente parte del distretto di Chrudim, nella regione di Pardubice.